# ستيف هولم
ستيف هولم (بالإنجليزية: Steve Holm)‏ هو لاعب كرة قاعدة أمريكي، ولد في 21 أكتوبر 1979 في ساكرامنتو في الولايات المتحدة.

## وصلات خارجية
- ستيف هولم على موقع دوري كرة القاعدة الرئيسي (الإنجليزية)
- ستيف هولم على موقعبيزبول رفرنس.كوم (الدوري الرئيسي) (الإنجليزية)
- ستيف هولم على موقعبيزبول رفرنس.كوم (الدوري الثانوي) (الإنجليزية)
- ستيف هولم على موقع إي إس بي إن.كوم (أم.أل.بي) (الإنجليزية)
- ستيف هولم على موقع مشجعي الرسوم البيانية (الإنجليزية)